# Pavel Gromyko
Pavel Sergeevič Gromyko (in russo Павел Сергеевич Громыко?; Mosca, 24 maggio 1989) è un cestista russo.

## Carriera
Al campionato europeo Under-16 del 2004 ha vinto la medaglia d'argento con la Nazionale russa.